# 青の洞窟 (カプリ島)

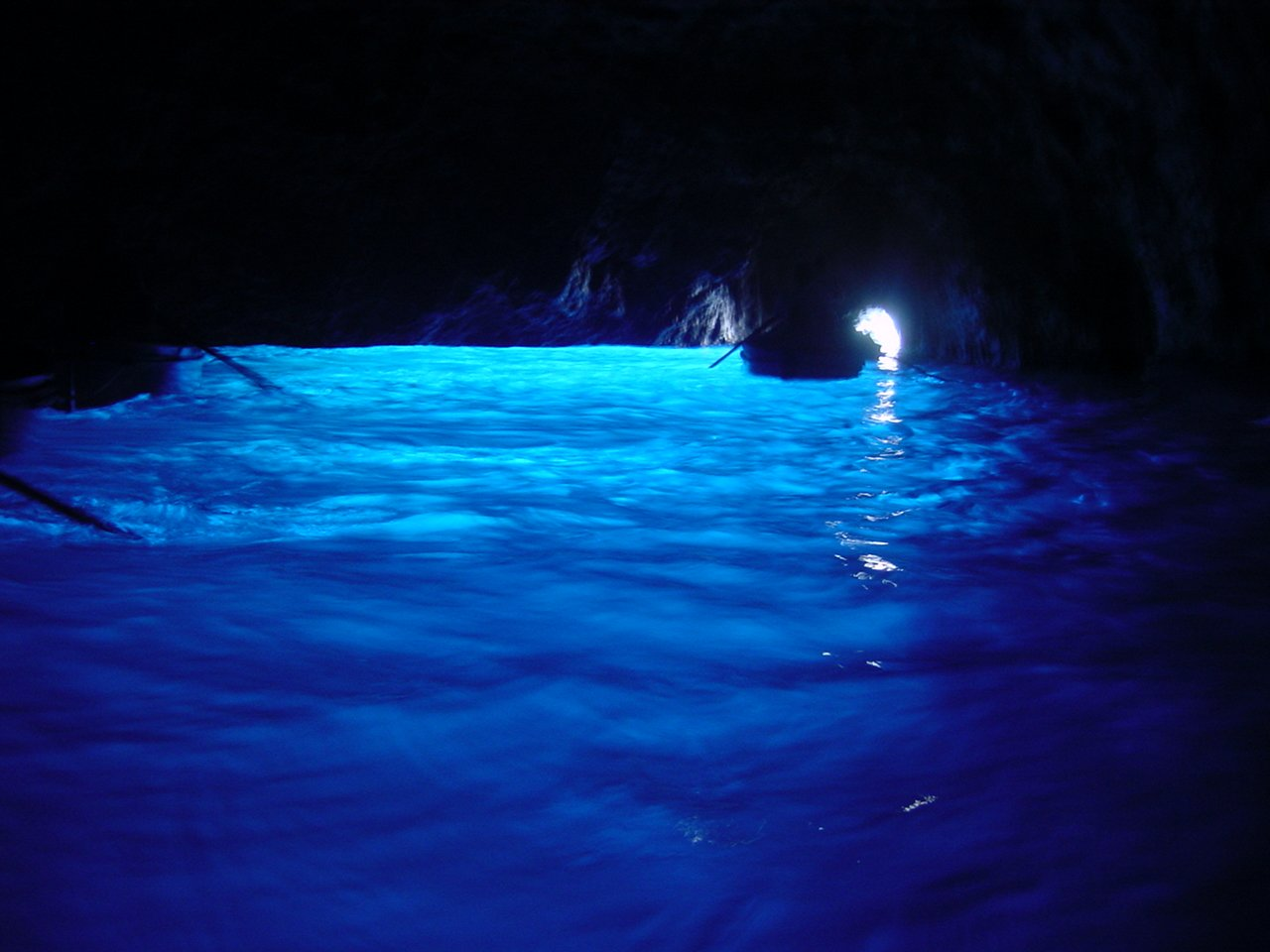
洞窟の内部

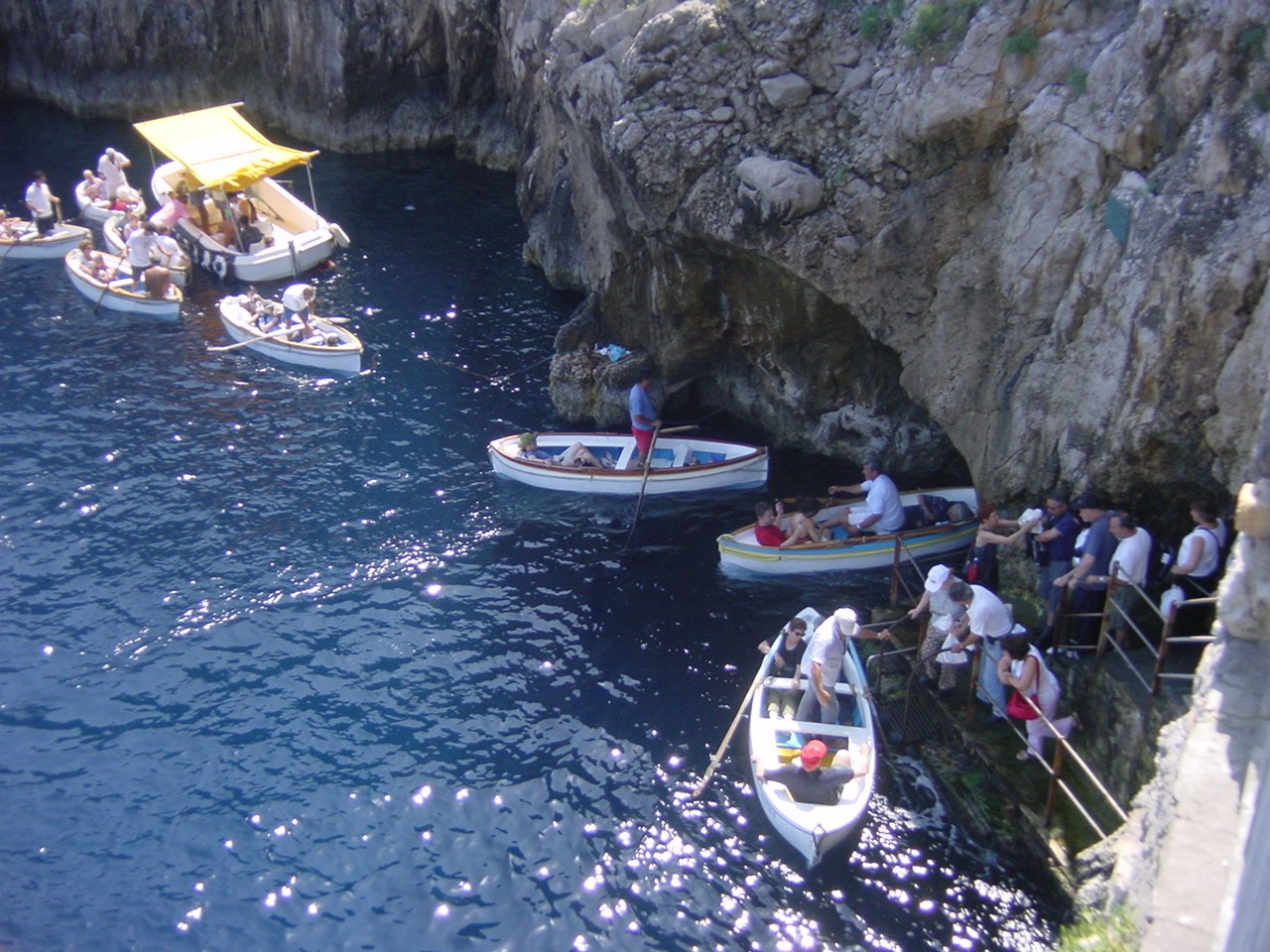
洞窟のある入り江

青の洞窟（あおのどうくつ、Grotta Azzurra）はイタリア南部・カプリ島にある海食洞であり、観光名所である。
「青の洞窟」と呼ばれる洞窟は、ここの他にもいくつかが存在する。（→青の洞窟）
カプリ島の周囲の多くは断崖絶壁であり、そこには海食洞が散在している。「青の洞窟」は、そのうちの一つである。

## 内部
この洞窟には、洞窟のある入り江から手漕ぎの小船に乗って入って行くことができる。入り口は狭く、半ば水中に埋もれている。船頭は入り口に張られた鎖を引いて小船を洞窟内へと進めるが、その際に乗客は頭と体を船底に沈めることが必要となる。天候や波の状態により、進入不可能である場合もあり、2002年のデータによれば入れる確率は12月は7％、6月は87％などとなっている。
主に石灰岩で構成される洞窟内側に入ると奥行き54メートル高さ15メートルの空間が広がり、水中に伸びている穴を通して水面から洞窟全体が紺碧の光を帯びて神秘的な雰囲気を持つ。海面がきれいな青に輝くのは午前中の傾斜角が良く、観光客も集中する。

## 歴史
青の洞窟からはポセイドンやトリトンの彫像が発見され、ローマ帝国の皇帝が個人的な水泳用のプールや入浴に使用していたと考えられている。また、かつては地上から洞窟へ至る人工的な地下通路があったかもしれないと考えられている。
長らく歴史の中に埋もれ、地元民以外からは忘れられていたが、1830年代に有名な観光地の一つとなった。その契機は1826年、ドイツの作家アウグスト・コピシュ (en) が美しさに感動し絶賛したことから世界的に知られることとなった。彼が青の洞窟を世間に知らしめるため著した書物は、“Entdeckung der blauen Grotte auf der Insel Capri”といい、1838年の作である。

### 事件・事故
2009年8月25日、目の痛みやせきなどの症状を船頭並びに観光客が訴え、刺激臭及び白い泡が発生するなどがあったことから、衛生当局は有害物質の投棄が疑われるとして、観光を含めた同地への立ち入りを禁止し、水質検査を行った。8月17日、同地近くに下水を処理せずタンク車からゴムホースを用い流したとし、下水処理会社社員2名が環境保護に関する法律違反で逮捕された事件があり、その関係や類似を疑われたが、採取した海水からは有害物質は発見されなかったことより、8月27日には立ち入り禁止を解除し、観光は再開している。なお、白い泡及び刺激臭の原因は判明していない。

## 関連する文学作品
アンデルセンの出世作となった恋愛小説『即興詩人』では、この洞窟が重要な舞台となっている。森鷗外の翻訳では、「琅玕洞」（ろうかんどう、琅玕=翡翠のこと）と訳された。

## アクセス
ナポリの駅から同市のモロベベレッロ港 (Molo Beverello) までタクシーで10分弱。そこから船でカプリ島のマリーナグランデ港まで行く。所要時間は高速船であれば45分ほど。カプリ島についたら青の洞窟行きのモーターボートに乗れば20分ほどで洞窟の入り口へ到着する。洞窟内部へは入場用の小船に乗り換えて進入することになる。